# Samatan
Samatan is een gemeente in het Franse departement Gers (regio Occitanie). De plaats maakt deel uit van het arrondissement Auch. Samatan telde op 1 januari 2022 2.478 inwoners.

## Geschiedenis
Samatan was de thuisbasis van de graven van Comminges. Het kasteel van Samatan dat van deze graven was, is verdwenen - evenals andere historische gebouwen. Samatan is in 1355 tijdens de Honderdjarige Oorlog verwoest door Eduard van Woodstock, bijgenaamd de Zwarte Prins.

## Geografie
De oppervlakte van Samatan bedroeg op 1 januari 2022 33,53 vierkante kilometer; de bevolkingsdichtheid was toen 73,9 inwoners per km².
Samatan is gelegen aan de kruising van de wegen D4 en D39. De rivier de Save stroomt door het dorp. Ten zuiden van Samatan ligt het Meer van Samatan (Lac de Samatan).

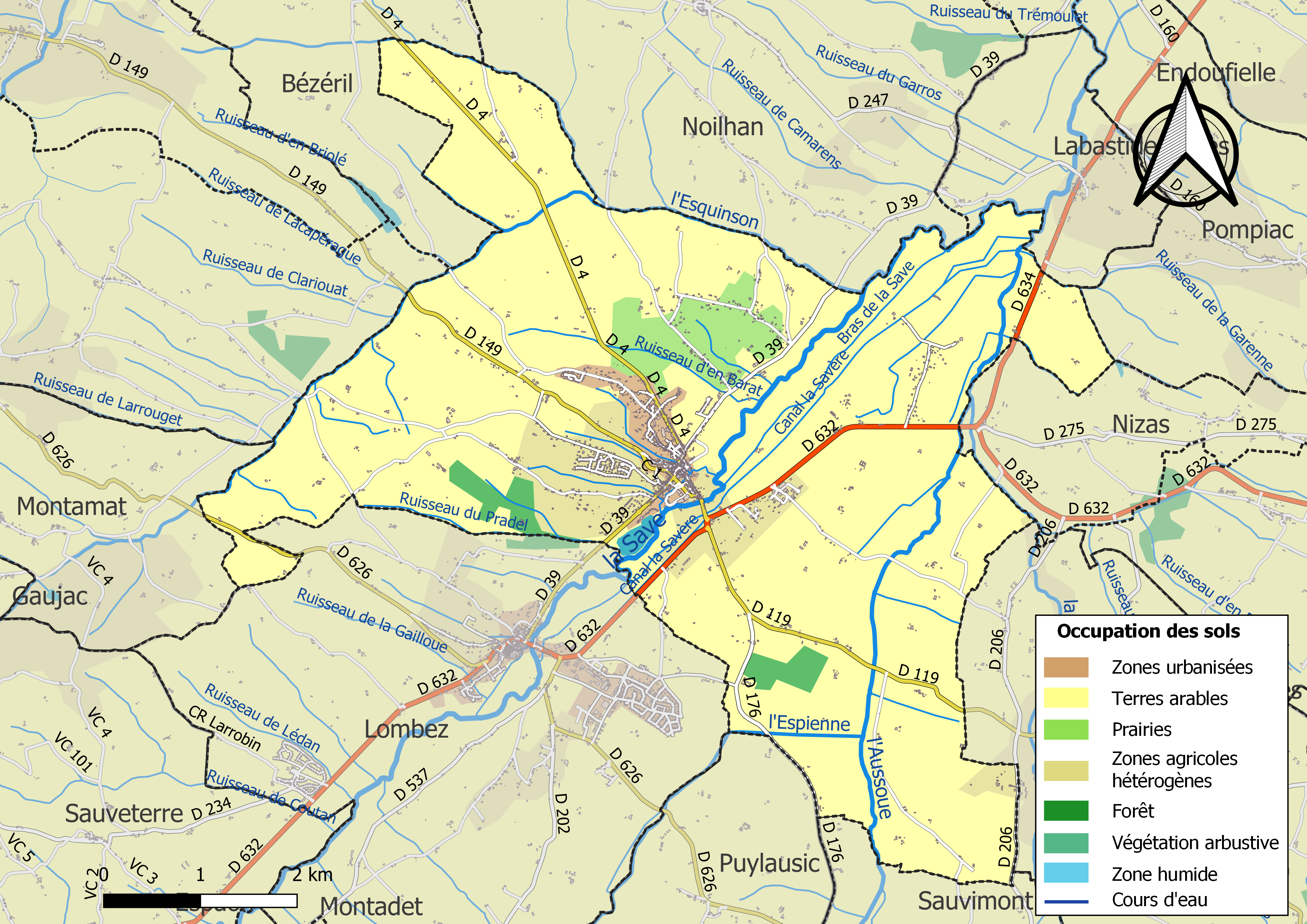
Kaart van de gemeente met belangrijkste infrastructuur, bodemgebruik en omliggende gemeenten

## Demografie
Onderstaande figuur toont het verloop van het inwonertal (bron: INSEE-tellingen)).